# Isaac Amani Massawe
Isaac Amani Massawe (* 10. Juni 1951 in Mango, Tansania) ist ein tansanischer Geistlicher und römisch-katholischer Erzbischof von Arusha.

## Leben
Isaac Amani Massawe empfing am 29. Juni 1975 das Sakrament der Priesterweihe.
Am 21. November 2007 ernannte ihn Papst Benedikt XVI. zum Bischof von Moshi. Der Erzbischof von Daressalam, Polycarp Kardinal Pengo, spendete ihm am 22. Februar 2008 die Bischofsweihe; Mitkonsekratoren waren der Erzbischof von Arusha, Josaphat Louis Lebulu, und der emeritierte Bischof von Moshi, Amedeus Msarikie.
Papst Franziskus ernannte ihn am 27. Dezember 2017 zum Erzbischof von Arusha.